# Cosipara
Cosipara és un gènere d'arnes de la família Crambidae.

## Taxonomia
- Cosipara chiricahuae Munroe, 1972
- Cosipara cyclophora (Dyar, 1918)
- Cosipara delphusa (Druce, 1896)
- Cosipara flexuosa (Dyar, 1918)
- Cosipara modulalis Munroe, 1972
- Cosipara molliculella (Dyar, 1929)
- Cosipara smithi (Druce, 1896)
- Cosipara stereostigma (Dyar, 1918)
- Cosipara tricolor (Zeller, 1872)
- Cosipara tricoloralis (Dyar, 1904)